# Adela d'Anglaterra
Adela d'Anglaterra, Adelaida de Normandia, o Adela de Blois (Normandia, França, ca. 1067 - Marcigny-sur-Loire, Saona i Loira, Borgonya, França, ca. 1137) fou una princesa d'Anglaterra, filla de Guillem I el Conqueridor i de Matilde de Flandes. És venerada com a santa per l'Església catòlica.
En 1080, Adela es casà amb Esteve II de Blois, comte de Blois i Chartres, amb qui tingué tretze fills, entre els quals Esteve I d'Anglaterra, comte de Boulogne i rei d'Anglaterra en 1135.
Fou comtessa consort de Blois, Chartres i Meaux. Fou regent d'aquests estats durant el temps que Esteve II estigué a les Croades.
Entre 1120 i 1122 es retirà a l'abadia cluniacenca de Marcigny, on morí en 1137. Una tradició tardana en situa l'enterrament a Caen, prop la tomba de la seva mare, però es tracta d'un error d'identificació, ja que fou sebollida a l'abadia de Marcigny.

## Descendència
Adela i Esteve tingueren com a descendents:
1. Guillem, comte de Sully, casat amb Agnès de Sully (m. post 1104);
2. Otó de Blois, que morí molt jove;
3. Teobald II de Xampanya, comte de Xampanya
4. Lituïsa de Blois (m. 1118) casada amb Miló I de Montlhéry i divorciada en 1115);
5. Esteve I d'Anglaterra, rei d'Anglaterra;
6. Llúcia Matilde, casada amb Ricard d'Avranches, segon comte de Chester. Tots dos moriren ofegats el 25 de novembre de 1120;
7. Felip (m. 1100), bisbe de Châlons-sur-Marne;
8. Agnès de Blois, casada amb Hug de Puiset;
9. Alix de Blois (m. 1145) casada amb Renat III de Joigni (m.1134);
10. Elionor de Blois (m. 1147) casada amb Raül I de Vermandois (m. 1152), divorciada en 1142;
11. Enric de Blois (1101 - 1171).